# Kazimierz Krzemień
Kazimierz Krzemień (ur. 1951) – polski geograf i geomorfolog, profesor Uniwersytetu Jagiellońskiego.

## Życiorys
Studiował na Uniwersytecie Jagiellońskim w latach 1969-1974 (geografia). Był w czasie studiów kierownikiem Sekcji Geomorfologicznej Koła Geografów UJ. Doktoryzował się w 1983, habilitował w 1992 na Wydziale Biologii i Nauk o Ziemi UJ. Od 1995 jest kierownikiem Zakładu Geomorfologii Instytutu Geografii i Gospodarki Przestrzennej UJ. W 2002 otrzymał tytuł profesora. Od 1999 do 2005 pełnił funkcję prodziekana  Wydziału Biologii i Nauk o Ziemi, a od 2005 do 2010 - dziekana. Od 2008 do 2012 był przewodniczącym Konferencji Kierowników Uczelnianych Jednostek Geograficznych. Od 2006 pracuje jako profesor zwyczajny UJ. Jest członkiem: Komitetu Nauk Geograficznych PAN, Komisji Geograficznej PAU (przewodniczący), Stowarzyszenia Geomorfologów Polskich, Polskiego Towarzystwa Geograficznego i Polskiego Towarzystwa Geologicznego. Pozostaje członkiem rad naukowych w parkach narodowych: Magurskim i Bieszczadzkim.